# Férjek és feleségek
A Férjek és feleségek (eredeti cím: Husbands and Wives) 1992-es amerikai dráma-filmvígjáték, melynek forgatókönyvírója és rendezője Woody Allen. A főszerepet Mia Farrow, Sydney Pollack, Judy Davis, Lysette Anthony, Juliette Lewis, Liam Neeson és Blythe Danner alakítja. A film nem sokkal Allen és Farrow romantikus és szakmai kapcsolatának vége után debütált, és ez volt az utolsó a 13 közös filmjük közül. A filmet Carlo Di Palma forgatta kézi kamerás stílussal, és a történetet a szereplőkkel készített dokumentumfilmszerű interjúk egészítik ki.
A TriStar Pictures által kiadott Férjek és feleségek volt Allen első olyan filmje, amelyet nem a United Artists vagy az Orion Pictures (mindkettő ma már a Metro-Goldwyn-Mayer része) stúdiónak készített önálló rendezése a Fogd a pénzt és fuss! (1969) óta. A projektet a kritikusok elismeréssel fogadták, annak ellenére, hogy bevételi szempontból megbukott, és két Oscar-díjra jelölték, a legjobb női mellékszereplő (Judy Davis) és a legjobb eredeti forgatókönyv (Woody Allen) kategóriában. Sokszor Allen egyik legjobb alkotásaként emlegetik.[pontosabban?]

## Cselekmény
A felső-középosztálybeli manhattani házaspár, Sally (Judy Davis) és Jack (Sydney Pollack) bejelenti legjobb barátainak, Rothéknak, hogy elválnak. Gabe Roth (Allen) és felesége, Judy (Mia Farrow) meglepődnek a könnyed kinyilatkoztatáson.
Jack elkezd randizni egy félénk, de annál szexibb aerobikoktatójával, Sally pedig próbaképpen randizni kezd Michaellel (Liam Neeson). Gabe és Judy elemezni kezdik a házasságukat, és rájönnek, lehet, hogy nem egymásnak vannak teremtve.
Gabe irodalomprofesszor komoly flörtölésbe kezd egy Rain nevű diákjával (Juliette Lewis), Judy pedig elkezd érezni valamit Michael iránt. Végül Sally és Jack kibékülnek, de nem javult a kapcsolatuk. Gabe és Judy külön utakon folytatják.

## Szereplők
| Karakter                    | Színész            | Magyar hang            |
| --------------------------- | ------------------ | ---------------------- |
| Gabe Roth                   | Woody Allen        | Varga T. József        |
| Rain anyja                  | Blythe Danner      | Fodor Zsóka            |
| Sally                       | Judy Davis         | Zsolnai Júlia          |
| Judy Roth                   | Mia Farrow         | Vándor Éva             |
| Rain                        | Juliette Lewis     | Báthory Orsolya        |
| Michael Gates               | Liam Neeson        | Jakab Csaba            |
| Jack                        | Sydney Pollack     | Szokolay Ottó          |
| Sam, Jack barátnője         | Lysette Anthony    | Kiss Erika             |
| Shawn Grainger, call girl   | Cristi Conaway     | Rák Kati               |
| Paul, Sally pasija          | Timothy Jerome     | Várkonyi András        |
| Richard, Rain pszichológusa | Ron Rifkin         | Barbinek Péter         |
| Partivendég, Ken            | Jerry Zaks         | Cs. Németh Lajos       |
| Peter Styles                | Bruce Jay Friedman | Bodor Tibor            |
| Interjúkészítő / Narrátor   | Jeffrey Kurland    | Sinkovits-Vitay András |
| Judy exférje                | Benno Schmidt      | Csuja Imre             |
| TV-beli tudós               | Nick Metropolis    |                        |
| Gail                        | Rebecca Glenn      |                        |
| Harriet                     | Galaxy Craze       |                        |
| Rain apja                   | Brian McConnachie  | Orosz István           |
| Partivendég, Claire         | Caroline Aaron     | Tóth Judit             |
| Partivendég                 | Jack Richardson    | Dobránszky Zoltán      |
| Partivendég                 | Nora Ephron        |                        |
| Partivendég                 | Ira Wheeler        | Elekes Pál             |
| Banducci család, anyuka     | Connie Picard      | Koffler Gizi           |
| Banducci család, apuka      | Steven Randazzo    |                        |
| Születésnapi vendég         | Merv Bloch         | Holl Nándor            |
| Mel                         | Fred Melamed       |                        |

## Számlista
- "What Is This Thing Called Love" (1929) – Cole Porter, Leo Reisman és Zenekara
- "West Coast Blues" (1960), written and performed – Wes Montgomery
- Symphony No. 9 in D, I. Andante Commodo (1909–10) – Gustav Mahler – John Barbirolli és a Berlin Philharmonic
- "That Old Feeling" (1937) – Lew Brown (dalszöveg) és Sammy Fain (zene) – Stan Getz és Gerry Mulligan
- "Top Hat, White Tie and Tails" (1935) – Irving Berlin – Bernie Leighton
- "Makin' Whoopee" (1928) – Walter Donaldson (zene) és Gus Kahn (dalszöveg) – Bernie Leighton
- "The Song Is You" (1932) – Jerome Kern (zene) és Oscar Hammerstein II (dalszöveg) – Bernie Leighton[6]

## Bevétel
A Férjek és feleségeket 1992. szeptember 18-án mutatták be 865 moziban, ahol a nyitóhétvégén 3 520 550 dollár (vásznanként 4 070 dollár) bevételt hozott. Észak-Amerikában 10,5 millió dolláros bevételt ért el a mozikban. A filmet az 1992-es Torontói Nemzetközi Filmfesztiválon is bemutatták. 

## Fordítás
- Ez a szócikk részben vagy egészben  a   Husbands and Wives című angol Wikipédia-szócikk fordításán alapul.  Az eredeti cikk szerkesztőit annak laptörténete sorolja fel. Ez a jelzés csupán a megfogalmazás eredetét és a szerzői jogokat jelzi, nem szolgál a cikkben szereplő információk forrásmegjelöléseként.